# خلیل مردم بک
خلیل مردم بک (عربی: خلیل مردم بک؛ ۱۸۹۵ – ۲۰ سپتامبر ۱۹۵۹) یک شاعر، دیپلمات، و پدیدآور سوری بود. خانوادهٔ وی ثروتمند بودند و خاندانش به مصطفی‌پاشا تصرف کننده قبرس بازمی‌گردد.
خلیل مردم بک یکی از شاعران سوری بود که سرود ملی سوریه را تألیف می‌کرد. وی به عنوان وزیر خارجه سوریه انتخاب شد و در واپسین عمرش رئیس سازمان زبان عربی در دمشق شد.
وی در بازار السنانیه دمشق، محل قبر جدش مصطفی‌پاشا دفن شد.